# Атабаска (муніципальний район)
Графство Атабаска (англ. Athabasca County) — муніципальний район в Канаді, у провінції Альберта.

## Населення
За даними перепису 2016 року, муніципальний район нараховував 7869 жителів, показавши зростання на 2,7%, порівняно з 2011 роком. Середня густина населення становила 1,3 особи /км².
З офіційних мов обидвома одночасно володіли 525 жителів, тільки англійською — 7 335, а 10 — жодною з них. Усього 610 осіб вважали рідною мовою не одну з офіційних, з них 20 — одну з корінних мов, а 130 — українську.
Працездатне населення становило 70,4% усього населення, рівень безробіття — 9,6% (11% серед чоловіків та 7,9% серед жінок). 75,5% були найманими працівниками, 23,4% — самозайнятими.
Середній дохід на особу становив $57 100 (медіана $37 700), при цьому для чоловіків — $75 118, а для жінок $37 180 (медіани — $49 948 та $27 674 відповідно).
30,7% мешканців мали закінчену шкільну освіту, не мали закінченої шкільної освіти — 23,8%, 45,5% мали післяшкільну освіту, з яких 18,9% мали диплом бакалавра, або вищий, 10 осіб мали науковий ступінь.
| Статево-вікова структура населення | Статево-вікова структура населення | Статево-вікова структура населення | Статево-вікова структура населення | Статево-вікова структура населення |
| ---------------------------------- | ---------------------------------- | ---------------------------------- | ---------------------------------- | ---------------------------------- |
|                                    |                                    |                                    |                                    |                                    |
| Всього                             | Всього                             | 52,1%47,9%                         |                                    |                                    |
| 0 — 14 років                       | 0 — 14 років                       |                                    | 17,3%                              | 17,3%                              |
| 15 — 64 років                      | 15 — 64 років                      |                                    | 65,9%                              | 65,9%                              |
| 65 і більше                        | 65 і більше                        |                                    | 16,8%                              | 16,8%                              |
| 85 і більше                        | 85 і більше                        |                                    | 1%                                 | 1%                                 |
| Середній вік (років)               | Середній вік (років)               | 41,841,5                           | 41,6                               | 41,6                               |
| Медіана (років)                    | Медіана (років)                    | 44,544,4                           | 44,5                               | 44,5                               |
| — чоловіки — жінки                 |                                    |                                    |                                    |                                    |

| Походження мешканців:     | Походження мешканців:     | Походження мешканців: | Походження мешканців: | Походження мешканців: |
| ------------------------- | ------------------------- | --------------------- | --------------------- | --------------------- |
| Походження                |                           |                       | осіб                  | %                     |
| Корінні американці        | Корінні американці        |                       | 885                   | 11.56%                |
| Інше північноамериканське | Інше північноамериканське |                       | 2 505                 | 32.72%                |
| Європейське               | Європейське               |                       | 6 090                 | 79.56%                |
| британське                | британське                |                       | 3 255                 | 42.52%                |
| французьке                | французьке                |                       | 1 335                 | 17.44%                |
| українське                | українське                |                       | 1 930                 | 25.21%                |
| Латинськоамериканське     | Латинськоамериканське     |                       | 25                    | 0.33%                 |
| Африканське               | Африканське               |                       | 40                    | 0.52%                 |
| Азійське                  | Азійське                  |                       | 130                   | 1.7%                  |
| Океанійське               | Океанійське               |                       | 20                    | 0.26%                 |

| Зайнятість населення за галузями (за класифікацією NOC): | Зайнятість населення за галузями (за класифікацією NOC): | Зайнятість населення за галузями (за класифікацією NOC): | Зайнятість населення за галузями (за класифікацією NOC): | Зайнятість населення за галузями (за класифікацією NOC): |
| -------------------------------------------------------- | -------------------------------------------------------- | -------------------------------------------------------- | -------------------------------------------------------- | -------------------------------------------------------- |
|                                                          |                                                          |                                                          |                                                          |                                                          |
| Управління                                               | Управління                                               |                                                          | 15,8%                                                    | 15,8%                                                    |
| Бізнес, фінанси та адміністрування                       | Бізнес, фінанси та адміністрування                       |                                                          | 14,4%                                                    | 14,4%                                                    |
| Природничі та прикладні науки                            | Природничі та прикладні науки                            |                                                          | 5,6%                                                     | 5,6%                                                     |
| Охорона здоров'я                                         | Охорона здоров'я                                         |                                                          | 3,8%                                                     | 3,8%                                                     |
| Освіта, правозахист, муніципальні та урядові служби      | Освіта, правозахист, муніципальні та урядові служби      |                                                          | 5,8%                                                     | 5,8%                                                     |
| Мистецтво, культура, відпочинок та спорт                 | Мистецтво, культура, відпочинок та спорт                 |                                                          | 1,6%                                                     | 1,6%                                                     |
| Роздрібна торгівля та послуги                            | Роздрібна торгівля та послуги                            |                                                          | 15,7%                                                    | 15,7%                                                    |
| Гуртова торгівля, транспорт та обладнання                | Гуртова торгівля, транспорт та обладнання                |                                                          | 24,3%                                                    | 24,3%                                                    |
| Природні ресурси, сільське господарство                  | Природні ресурси, сільське господарство                  |                                                          | 7,1%                                                     | 7,1%                                                     |
| Виробництво                                              | Виробництво                                              |                                                          | 5,7%                                                     | 5,7%                                                     |

## Населені пункти
До складу муніципального району входять містечко Атабаска, село Бойл, літні села Бондіс, Айленд-Лейк, Айленд-Лейк-Саут, Мевата, Саут-Баптист, Сансет-Біч, Вест-Баптист, Вісперін-Гіллс, а також хутори, інші малі населені пункти та розосереджені поселення.

## Клімат
Середня річна температура становить 1,7°C, середня максимальна – 20,9°C, а середня мінімальна – -23°C. Середня річна кількість опадів – 484 мм.
| Клімат поселення                              | Клімат поселення | Клімат поселення | Клімат поселення | Клімат поселення | Клімат поселення | Клімат поселення | Клімат поселення | Клімат поселення | Клімат поселення | Клімат поселення | Клімат поселення | Клімат поселення | Клімат поселення |
| Показник                                      | Січ.             | Лют.             | Бер.             | Квіт.            | Трав.            | Черв.            | Лип.             | Серп.            | Вер.             | Жовт.            | Лист.            | Груд.            |                  |
| Середній максимум, °C                         | −9,76            | −5,28            | 0,94             | 10,19            | 16,89            | 20,90            | 20,55            | 19,72            | 14,34            | 8,63             | −1,7             | −9,34            |                  |
| Середня температура, °C                       | −16,39           | −11,9            | −5,69            | 3,57             | 10,26            | 14,27            | 16,21            | 15,37            | 9,98             | 4,28             | −6,04            | −13,68           |                  |
| Середній мінімум, °C                          | −23,02           | −18,52           | −12,32           | −3,06            | 3,62             | 7,65             | 11,87            | 11,02            | 5,63             | −0,08            | −10,38           | −18,03           |                  |
| Норма опадів, мм                              | 24               | 18               | 19               | 22               | 44               | 90               | 96               | 65               | 41               | 21               | 21               | 23               |                  |
| Середньомісячна швидкість вітру, м/с          | 3.08             | 3.05             | 3.24             | 3.50             | 3.58             | 3.15             | 3.00             | 2.97             | 3.01             | 3.41             | 3.22             | 3.22             |                  |
| Середньомісячна сонячна радіація, кДж/м²·день | 3062             | 6462             | 11924            | 17157            | 20524            | 21890            | 21886            | 18034            | 12070            | 6935             | 3388             | 2187             |                  |
| --------------------------------------------- | ---------------- | ---------------- | ---------------- | ---------------- | ---------------- | ---------------- | ---------------- | ---------------- | ---------------- | ---------------- | ---------------- | ---------------- | ---------------- |
| Джерело:                                      |                  |                  |                  |                  |                  |                  |                  |                  |                  |                  |                  |                  |                  |